# Phare du Petit Minou
Phare du Petit Minou ist der Name eines 1848 erbauten Leuchtturms westlich der Stadt Brest im Département Finistère in der Bretagne. Er besitzt eine Tragweite von 19 Seemeilen und markiert die Durchfahrt der Meerenge von Brest. Er gehört zur Gemeinde Plouzané.

## Geschichte
Der Leuchtturm wurde 1848 zeitgleich mit dem Leuchtfeuer Portzic im Norden der Meerenge von Brest errichtet.
Die Automatisierung erfolgte 1989.

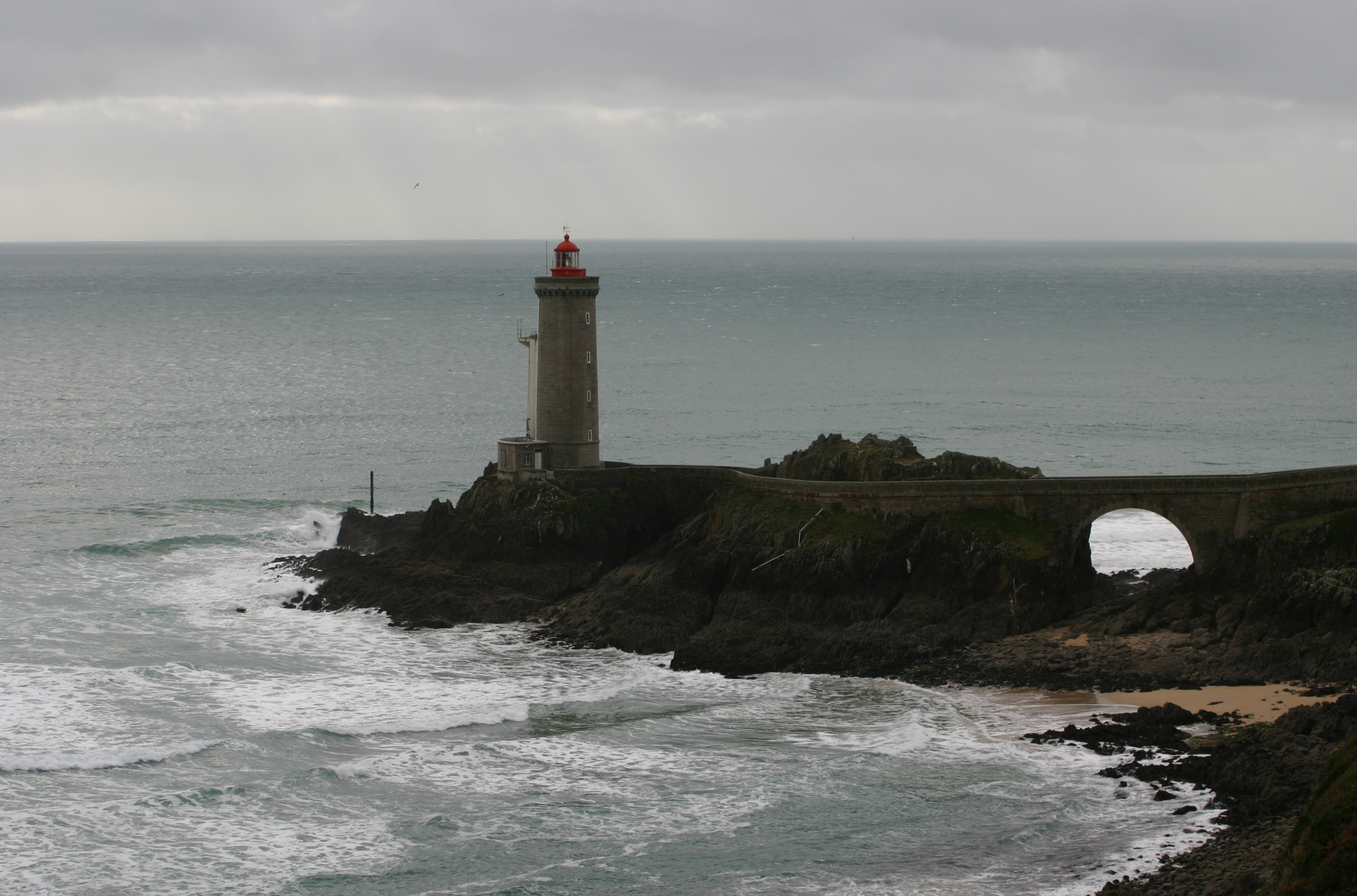
Petit Minou bei böigem Wetter

Unmittelbar neben dem Leuchtturm wurde 1961 ein Radarturm errichtet, der auch für den Vessel Traffic Service genutzt wurde. Das Radar wurde Anfang der 1980er-Jahre abgebaut, die VTS-Anlage 1987 zum Phare du Portzic verlegt.